# Inmigración italiana en Francia
La inmigración italiana hacia Francia comenzó desde tiempos remotos a hasta la actualidad y en la República Francesa se encuentra una de las mayores comunidades de italianos fuera de Italia en Europa.

## Cifras
Los ciudadanos italianos residentes en Francia en el 2016 fueron 397.761. Hay 370.000 habitantes según el «Informe Italianos en el Mundo 2010» de la Fundación Migrantes de 2010, mientras que de acuerdo con datos oficiales de Eurostat para el 2012, hay unos 174.000 ciudadanos italianos. Fundación Migrantes, en cambio habla de 17,8 millones de franceses de ascendencia italiana. De acuerdo con Robin Cohen, «unos 5 millones de ciudadanos franceses son de origen italiano si su filiación se retrae durante tres generaciones». Fundación Migrantes, en cambio habla de 17,8 millones de franceses de ascendencia italiana.